# Pałac w Obrzycku-Zamku
Pałac w Obrzycku-Zamku – zabytkowy pałac w Obrzycku-Zamku,  przysiółku wsi Zielonagóra.
Piętrowy pałac  wybudowany przez kurlandzką linię rodu Raczyńskich w 1862 nad Wartą, w stylu francuskiego renesansu na planie prostokąta, kryty dachem mansardowym z facjatami i lukarnami. Podczas przebudowy w 1910 po lewej stronie dostawiono dwupiętrową wieżę z zegarami: z mechanizmem i słoneczny. Nad głównym wejściem, w werandzie zwieńczonej balkonem, kartusz z herbem Nałęcz Raczyńskich. 
W czasie II wojny światowej w pałacu przechowywana była najcenniejsza część księgozbioru Biblioteki Raczyńskich, której komisarycznym zarządcą był Józef Aleksander Raczyński – właściciel pałacu. W chwili obecnej w pałacu mieści się Dom Pracy Twórczej i Wypoczynku Uniwersytetu im. A. Mickiewicza w Poznaniu.
Obiekt z XIX w. jest częścią zespołu pałacowego, w skład którego wchodzą:
- park z XIX w.
- budynki gospodarcze[5]
- oficyna wschodnia z lat 1870-80
- dwie oficyny zachodnie 1870-80
- dom kierowcy z lat 1870-80
- bażantarnia z 1910[1]

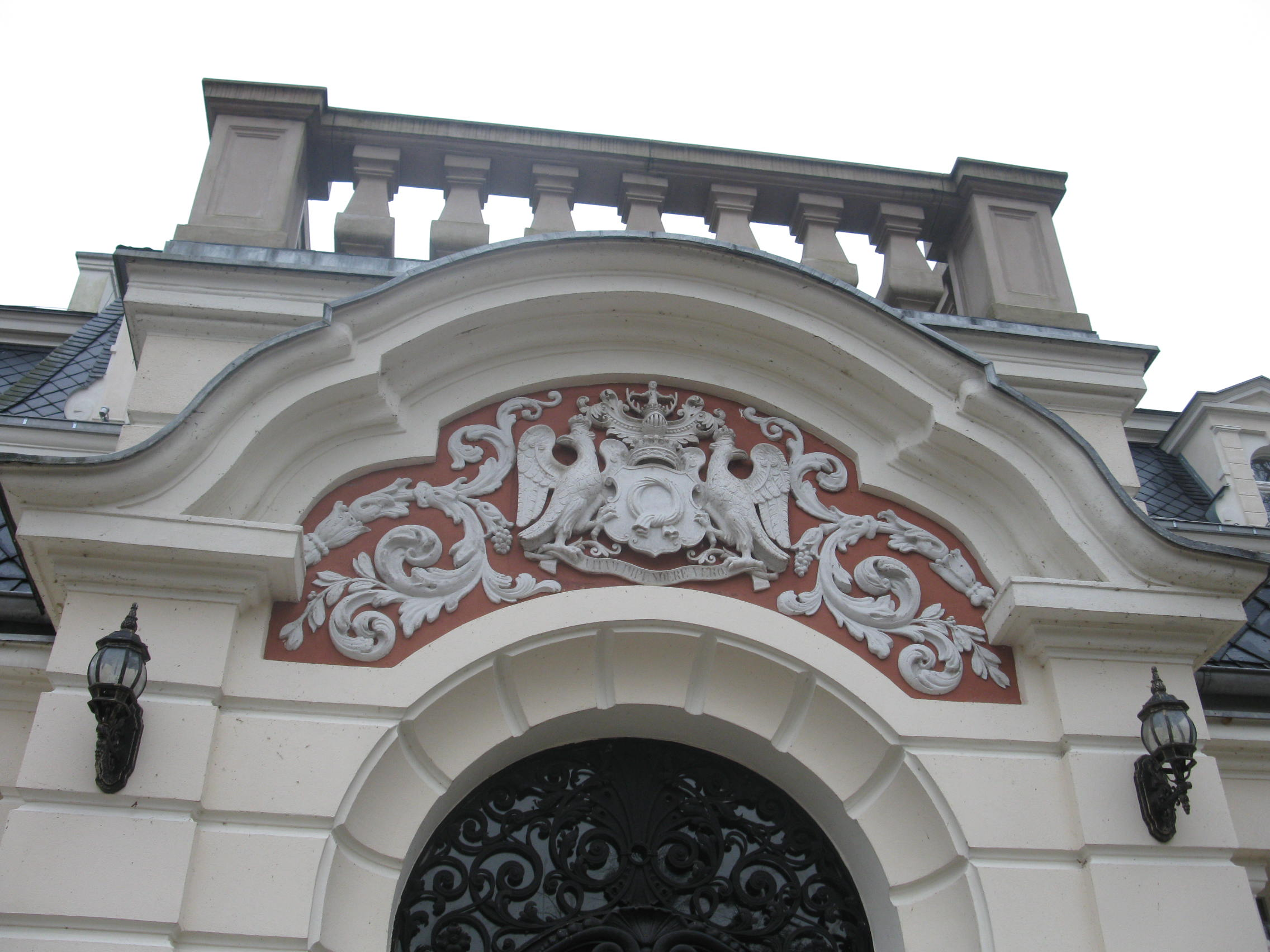
Herb Raczyńskich nad wejściem
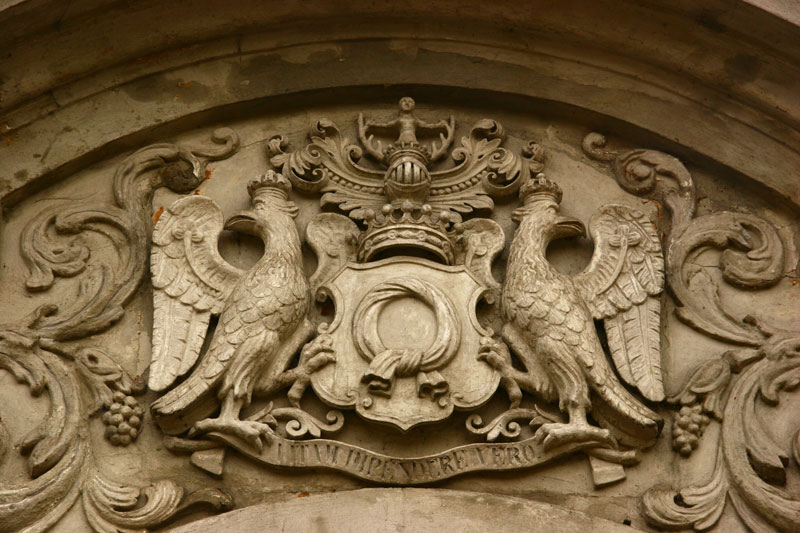
Herb Raczyńskich nad wejściem
Herb Nałęcz Raczyńskich
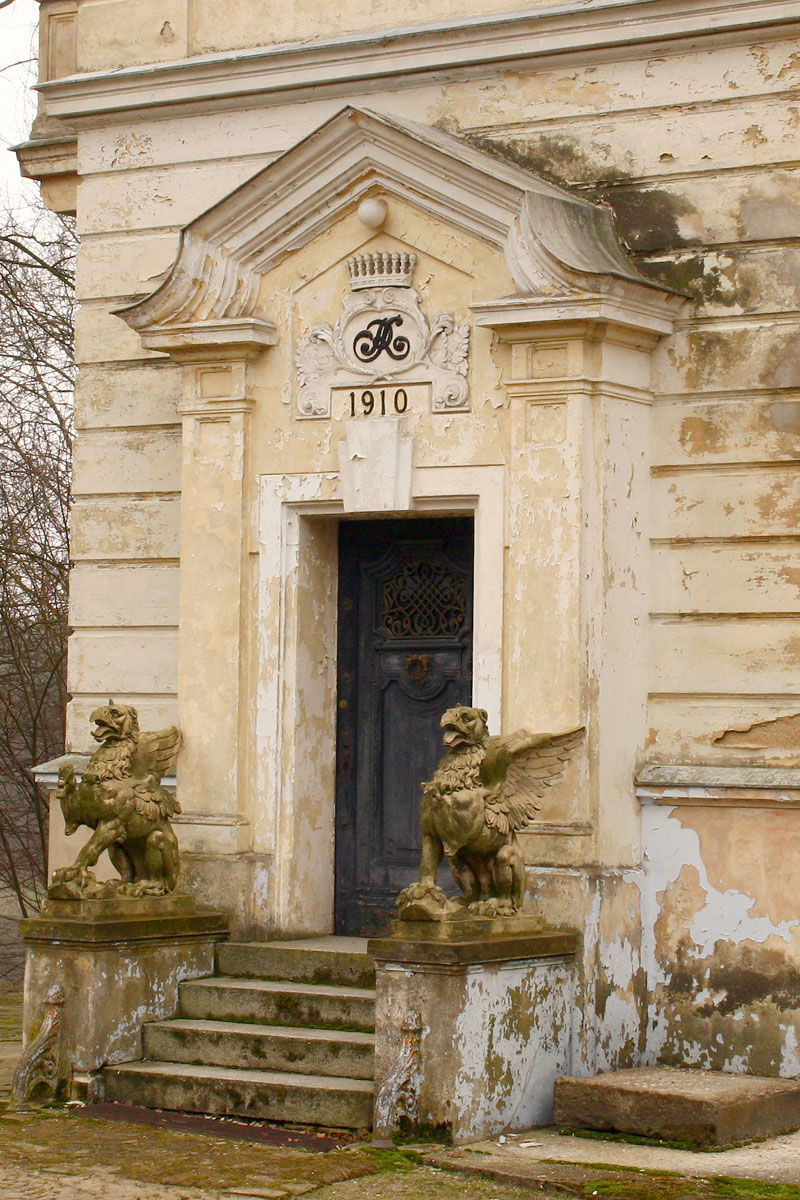
Kartusz z inicjałami SR[6], rokiem 1910
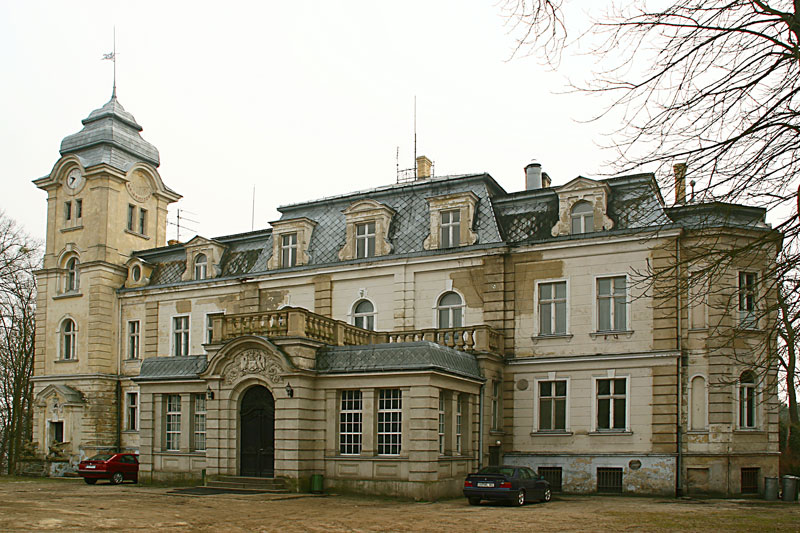
Pałac